# Rafael Alencar
Rafael Alencar (ur. 18 lipca 1978 w João Pessoa) – brazylijski model, aktor, fotograf, scenarzysta, producent i reżyser filmów pornograficznych.

## Życiorys
Urodził się w João Pessoa w stanie Paraíba, jako syn niemieckiej Żydówki i Portugalczyka. W dzieciństwie przez jakiś czas mieszkał w Niemczech, później przeniósł się do Nowego Jorku.
Uczęszczał do Colégio Objetivo w João Pessoa i Colégio Marista Pio X. Od 1 stycznia 1993 do 1997 studiował na Hebrew University Hadassah School of Dental Medicine na uniwersytecie stanowym w Paraíba na wydziale stomatologicznym. Po zakończeniu nauki pracował w szpitalu w São Paulo, gdzie przeprowadzał operacje dentystyczne. 
Przez cztery lata studiował w jesziwie w Jerozolimie oraz ukończył studia dziennikarskie. Opanował biegle w pięć języków: hiszpański, hebrajski, portugalski, angielski i niemiecki.

## Kariera
Po ukończeniu studiów pracował jako stomatolog. Za namową jednego z pacjentów, który zaoferował mu dwukrotnie wyższe zarobki poprzez pozowanie nago do magazynu, podjął pracę jako fotomodel dla różnych marek odzieżowych; współpracował m.in. z firmą Calvin Klein. Wkrótce studia porno poszukujące nowych modeli przysyłały jemu e-maile i po raz pierwszy trafił przed kamery w Gwatemali. W sierpniu 2002 wystąpił w roli Felipe w filmie pornograficznym Pau Brasil Producoes O Amante Americano. We wrześniu 2003 trafił na okładkę brazylijskiego magazynu dla gejów „G”. Był współzałożycielem firmy producenckiej Black Scorpion Entertainment i prowadzi stronę internetową o latarniach morskich na całym świecie. 
Jego pierwszą realizacją filmową nagraną w Stanach Zjednoczonych była produkcja Falcon Studios Getting It Straight (2003) w San Francisco. Dostrzeżony przez Kristena Bjorna, reżysera filmów pornograficznych, został zaangażowany do produkcji Men Amongst the Ruins (2004). Po nagraniu filmu dla Raging Stallion Monster Bang 7: Hard as Wood (2005), w kwietniu 2006 podpisał kontrakt z wytwórnią Studio 2000, z którą związał się przez następne cztery lata. 
Pracował dla wytwórni, takich jak: Hot House Entertainment, Lucas Entertainment, Naked Sword, Men.com i CockyBoys, a także dla strony internetowej Men.com.
Jako reżyser zadebiutował filmem Dreams Of Rafael (2006), który nakręcił dla Black Scorpion Entertainment. Następnie zrealizował dla wytwórni cztery kolejne filmy: Hunger (2007), nakręcony w całości w plenerze na odosobnionej wyspie w Zatoce Meksykańskiej, do którego napisał scenariusz, Obsession of D.O. (2007) i Cuma Sutra (2008).
W 2010 zajął drugie miejsce w rankingu „Kto jest najprzystojniejszy” ogłoszonym przez hiszpański portal 20minutos.es oraz został uhonorowany statuetką GayVN Awards za najlepszą ejakulację (w filmie Wall Street, 2009). W 2011 otrzymał tytuł „Najlepszego towaru eskortowego” podczas ceremonii wręczenia Rentboy’s Hookie Awards. W 2012 zajął czwarte miejsce w rankingu „Najbardziej utalentowana gwiazda gejowskiej branży porno” ogłoszonym przez 20minutos.es. W 2013 zajął trzecie miejsce w plebiscycie na ulubionego aktora porno sporządzonym przez włoski portal Tuttouomini.it. W 2014 zajął trzecie miejsce z Johnnym Rapidem w rankingu „Gejowskie pary porno” sporządzonym przez 20minutos.es. W 2017 zajął drugie miejsce w plebiscycie „Najlepszy najbardziej utalentowany aktor gejowskich filmów porno” sporządzonym przez 20minutos.es oraz trzecie miejsce w plebiscycie „10 najbardziej utalentowanych aktorów gejowskich filmów porno” przygotowanym przez magazyn „Revista Zero”. W 2018 został wybrany przez internautów „Najpiękniejszym człowiekiem na świecie” według badań przeprowadzonych za pośrednictwem hiszpańskiego portalu Es noticia! . W 2019 zwyciężył w plebiscycie „Najlepsza kiełbasa w Brazylii” według internautów witryny społeczności LGBT Observatório G. W 2020 zajął trzecie miejsce w rankingu „Gejowska gwiazda porno” przeprowadzonym przez 20minutos.es.
Stał się znany jako jeden z najlepszych aktywów w historii gejowskiej branży porno. Jego duet z Johnnym Rapidem w filmie Prison Shower 1 (2013) z serii Drill My Hole był jednym z najbardziej dochodowych studia Men.com. Przez pierwsze lata kariery był zwolennikiem używania prezerwatyw w swoich filmach, ale w maju 2019 wziął udział w scenie seksu bez prezerwatywy w produkcji Lucas Entertainment Rafael Alencar’s Bareback Premiere.
Równolegle z działalnością aktorską zaczął pracę jako „pan do towarzystwa” i striptizer w Nob Hill Theatre w San Francisco. Jak przyznał w jednym z wywiadów, rozpoczął tę działalność, ponieważ otrzymywał wiele wiadomości od swoich fanów, którzy chcieli odegrać z nim sceny.
Wziął udział w filmach dokumentalnych: biograficznym Charliego Davida Jestem gwiazdą porno (I’m a Porn Star, 2013) i Queer City (2015). Jego zdjęcia zostały umieszczone na okładce ponad 100 magazynów gejowskich na całym świecie, w tym „Unzipped” (w listopadzie 2007, we wrześniu 2008, we wrześniu 2009), „Inches” (w maju 2004, w kwietniu 2005, w grudniu 2006), „Madate” (w sierpniu 2004, w czerwcu 2005, w marcu 2006), „Torso” (w sierpniu 2004), „Blueboy” (w czerwcu 2004) i „Machismo” (lato 2005).
W 2014 rozważał zakończenie kariery aktorskiej. W wywiadzie dla portalu The Sword przyznał: Przestałem robić filmy, bo myślę, że chcę zastopować. Nie jest to oficjalna decyzja, mam w planach inne [niepornograficzne] filmy. W 2018 w wywiadzie ogłosił koniec kariery w branży pornograficznej, a jako największy błąd w swojej karierze wymienił udział w niektórych filmach heteroseksualnych.

## Życie prywatne
W 2003 przeniósł się z São Paulo do Hamburga, a stamtąd do USA, gdzie nieco później otrzymał zieloną kartę. Z czasem zamieszkał w Nowym Jorku.
Wyznał w jednym z wywiadów, że jest biseksualny. Był związany z aktorem porno i kulturystą Silvio Kerstenem.
W maju 2018, w wywiadzie dla kanału YouTube iWantClips twierdził, że sypiał z takimi celebrytami, jak np. Patrick Swayze, Tommy Hilfiger i Calvin Klein.

## Nagrody i nominacje
| Rok  | Nagroda                                     | Kategoria                                             | Film                                | Inni wykonawcy                  | Rezultat  |
| ---- | ------------------------------------------- | ----------------------------------------------------- | ----------------------------------- | ------------------------------- | --------- |
| 2004 | GayVN Award                                 | Najlepszy aktor drugoplanowy                          | –                                   | –                               | Nominacja |
| 2005 | GayVN Award                                 | Najlepszy aktor                                       | Gored (2004)                        | –                               | Nominacja |
| 2005 | Hard Choice Award                           | Najlepsza bułeczka                                    | –                                   | –                               | Wygrana   |
| 2007 | GayVN Award                                 | Wykonawca roku                                        | –                                   | –                               | Nominacja |
| 2007 | GayVN Award                                 | Najlepsza scena seksu triolizmu                       | –                                   | –                               | Nominacja |
| 2008 | Grabby Award                                | Penis roku                                            | –                                   | –                               | Nominacja |
| 2009 | GayVN Award                                 | Najlepsza scena ejakulacji                            | Pounding the Pavement (2008)        | –                               | Wygrana   |
| 2009 | Rentboy’s Hookie International Escort Award | Najlepszy aktyw                                       | –                                   | –                               | Nominacja |
| 2009 | XBIZ Award                                  | Gejowski wykonawca roku                               | –                                   | –                               | Nominacja |
| 2010 | Rentboy’s Hookie International Escort Award | Najlepsza gwiazda porno eskortowana                   | –                                   | Junior Stellano                 | Wygrana   |
| 2010 | GayVN Award                                 | Najlepsza scena ejakulacji                            | Wall Street (2009)                  | –                               | Wygrana   |
| 2010 | Grabby Award                                | Aktor roku                                            | –                                   | –                               | Nominacja |
| 2010 | Grabby Award                                | Najgorętszy penis                                     | –                                   | –                               | Wygrana   |
| 2010 | Grabby Award                                | Najlepszy wykonawca                                   | –                                   | –                               | Nominacja |
| 2010 | Grabby Award                                | Najlepszy duet                                        | Revenge (2009)                      | Matan Shalev                    | Nominacja |
| 2010 | Grabby Award                                | Najlepsza scena rimmingu                              | Revenge (2009)                      | Matan Shalev                    | Nominacja |
| 2010 | Grabby Award                                | Najlepszy aktor drugoplanowy                          | Revenge (2009)                      | –                               | Nominacja |
| 2010 | Grabby Award                                | Aktor roku                                            | –                                   | –                               | Nominacja |
| 2010 | Grabby Award                                | Najlepsza scena ejakulacji                            | Paris Playboys (2009)               | –                               | Nominacja |
| 2010 | TLA Gay Awards                              | Wykonawca roku                                        | –                                   | –                               | Nominacja |
| 2010 | XBIZ Award                                  | Gejowski wykonawca roku                               | –                                   | –                               | Nominacja |
| 2011 | HustlaBall Award                            | Najlepszy aktyw                                       | –                                   | –                               | Nominacja |
| 2011 | XBIZ Award                                  | Gejowski wykonawca roku                               | –                                   | –                               | Nominacja |
| 2011 | Rentboy’s Hookie International Escort Award | Mr. International Escort                              | –                                   | –                               | Wygrana   |
| 2012 | Rentboy’s Hookie International Escort Award | Najlepszy aktyw                                       | –                                   | –                               | Nominacja |
| 2012 | Rentboy’s Hookie International Escort Award | Najlepsza eskortowa osobowość internetowa             | –                                   | –                               | Nominacja |
| 2012 | Grabby Award                                | Atleci (Jocks)                                        | Hot Property (2011)                 | Roman Heart                     | Nominacja |
| 2013 | XBIZ Award                                  | Gejowski aktor roku                                   | –                                   | –                               | Nominacja |
| 2013 | Rentboy’s Hookie International Escort Award | Najlepszy aktyw                                       | –                                   | –                               | Nominacja |
| 2013 | Rentboy’s Hookie International Escort Award | Najlepszy penis                                       | –                                   | –                               | Wygrana   |
| 2015 | Pink X Gay Video Award                      | Najlepszy aktyw                                       | 100% CockyBoys (2014)               | –                               | Nominacja |
| 2016 | Pink X Gay Video Award                      | Najlepszy duet                                        | The Pack (2015)                     | Marcus Isaacs                   | Nominacja |
| 2016 | Grabby Award                                | Najlepszy aktor                                       | Godfather (2015)                    | –                               | Nominacja |
| 2016 | Grabby Award                                | Najgorętszy aktyw                                     | –                                   | –                               | Nominacja |
| 2017 | Grabby Award                                | Najlepszy aktyw                                       | –                                   | –                               | Nominacja |
| 2017 | Grabby Award                                | Męski mężczyzna                                       | –                                   | –                               | Nominacja |
| 2017 | Grabby Award                                | Najlepszy penis                                       | –                                   | –                               | Nominacja |
| 2018 | GayVN Award                                 | Ulubiony penis wg fanów                               | –                                   | –                               | Nominacja |
| 2019 | Fleshbot Award                              | Najlepszy penis                                       | –                                   | –                               | Nominacja |
| 2020 | CyberSocket Web Award                       | Model roku dla fanów JustFor.Fans                     | –                                   | –                               | Nominacja |
| 2020 | Nagroda portalu Pornhub                     | Pełny maszt: Najlepszy wykonawca z wielkim penisem    | –                                   | –                               | Nominacja |
| 2020 | Fleshbot Award                              | Najlepsza gwiazda mediów społecznościowych premium    | –                                   | –                               | Nominacja |
| 2021 | Grabby Award                                | Najlepszy triolizm                                    | Banging Ruslan’s Bubble Butt (2020) | Gabriel Phoenix i Ruslan Angelo | Wygrana   |
| 2022 | Grabby Awards Europe                        | Najbardziej utalentowana międzynarodowa gwiazda porno | –                                   | –                               | Nominacja |
| 2023 | Grabby Award                                | Najlepszy aktor                                       | –                                   | –                               | Nominacja |
| 2024 | GayVN Award                                 | Nagroda fanów: Ulubiona gwiazda witryny twórcy        | –                                   | –                               | Nominacja |
| 2024 | GayVN Award                                 | Nagroda fanów: Ulubiony partner dominujący            | –                                   | –                               | Nominacja |
| 2024 | GayVN Award                                 | Nagroda fanów: Ulubiony aktyw                         | –                                   | –                               | Nominacja |